# Jorge Emilio Rey
Jorge Emilio Rey Ángel (Funza, Cundinamarca, 23 de febrero de 1976) es un político colombiano.
Fue Gobernador de Cundinamarca durante el período del 1 de enero de 2016 al 31 de diciembre del 2019, apoyado por una alianza entre el Partido de la U, Cambio Radical, Partido MAIS y la Alianza Social Independiente. Fue electo  el 29 de octubre de 2023 Gobernador de Cundinamarca para dirigir el departamento a partir del 1 de enero de 2024 para el periodo 2024-2028.

## Vida privada
Nació el 23 de febrero de 1976 en el municipio de Funza. De familia humilde, sus padres eran líderes del sector comunal de este municipio, especialmente su madre Mercedes Angel de Rey, quien en varias ocasiones ha sido parte de los procesos de Acción Comunal en su pueblo natal, siendo actualmente Presidenta de ASOJUNTAS Funza. Según palabras de Rey, su madre fue fuente de inspiración para seguir sus pasos, trabajando en procesos comunitarios, sociales y políticos a los ciudadanos que representa.
Terminó sus estudios de bachillerato en el Colegio Militar Coronel Juan José Rondón de su municipio natal, posteriormente realizó sus estudios como Administrador Público en la Escuela Superior de Administración Pública - ESAP donde fue un estudiante destacado gracias a la experiencia adquirida como líder comunal en Funza. Al terminar sus estudios superiores, realizó una Especialización en Planificación y Desarrollo Regional en la Universidad de los Andes.
Actualmente está casado con Alexandra Pulido, con quien tiene una hija, Ana Milagros.

## Trayectoria Política
Desde muy joven se ha interesado por el desarrollo social, siendo parte de procesos comunales en Funza, y llegando incluso a liderar procesos con la Administración Municipal.

### Inicios en la Política
A los 26 años de edad asumió como Secretario de Gobierno de Funza, mientras realizaba sus estudios en Administración Pública en la ESAP, siendo destacado por mantener un diálogo permanente con la comunidad, especialmente con los líderes comunales con quien tuvo gran afinidad. Este trabajo que llevó a revitalizar los procesos políticos de su municipio, generando proyectos de alto impacto en los ciudadanos, lo llevaría a renunciar a su cargo en el año 2006 para presentarse a la candidatura a la Alcaldía de su municipio.

### Alcalde de Funza
En 2007 obtuvo la alcaldía de Funza con una de las más altas votaciones en la historia de este territorio, lo que llevó a que desde el 1 de enero de 2008 comenzara a trabajar por revitalizar la confianza en los distintos sectores de la sociedad de su pueblo natal, permitiendo con ello generar avances significativos en materia social; sin embargo, su mayor aporte ha sido fortalecer los planes de competitividad de Funza permitiendo que más empresas y parques industriales fueran hechos en las zonas cercanas a vías como la Calle 80 que es punto de entrada a Bogotá y centro de crecimiento industrial de la sabana. 
Destacando sus planes de política social, creó un modelo que permitió a los jóvenes estudiantes de su municipio recibir un subsidio de transporte que les permitiera llegar de manera ágil a Bogotá y de igual forma reducir los costos de transporte, lo cual tuvo acogida inmediata entre los pobladores. Además de ser ejemplo en Colombia de apoyo a los estudiantes más vulnerables, este programa se llama "Universidad Cercana" y a la fecha se sigue manteniendo esta política en Funza. 
También, hizo un modelo de apoyo a las 100 familias más pobres de Funza creando el plan Misión 100, permitiendo que estos núcleos sociales pudieran a través de un subsidio directo, recibir apoyo nutricional, educativo, de vivienda, permitiendo mejorar su calidad de vida, siendo imitada esta política en el Departamento de Cundinamarca.
A pesar de que su nivel de popularidad como mandatario se mantuvo alta entre sus ciudadanos, durante su mandato recayó una investigación por posible corrupción en la Empresa de Acueducto y Alcantarillado de Funza, hecha por la concejala Sandra Patricia Granados, la cual meses después fue desestimada al no encontrarse pruebas contundentes que involucraran al Alcalde Rey. Finalmente, terminaría su mandato con un nivel de aceptación alto que lo llevó a ser reconocido como un funcionario modelo dentro de Cundinamarca, dando pie a su futuro político dentro de su departamento.

### Representante a la Cámara
Al terminar su mandato como Alcalde de Funza en 2011, entró al Instituto Departamental de Acción Comunal y Participación Ciudadana (IDACO), donde recuperó esta entidad que estaba en medio de una crisis institucional debido a los malos manejos que tuvo en pasados periodos; acercó a más de 3000 miembros del sistema de acción comunal de Cundinamarca, recorriendo los 116 municipios del Departamento, fortaleciendo Juntas de Acción Comunal, generando más de 180 obras y empoderando a los distintos actores sociales, consolidando un gran trabajo que le generó la simpatía entre los ciudadanos y líderes comunitarios del departamento.
Renunció a su cargo un año después, dando pie a su campaña para ser Representante a la Cámara por Cundinamarca por el Partido Cambio Radical, obteniendo el 9 de marzo de 2014 su curul, presentando 7 proyectos de ley, especialmente en defensa de los usuarios de Servicios Públicos, la Educación Superior y las líneas de crédito para acceder a ella, también procesos para eliminar de algunas carreras las Tarjetas Profesionales, entre otras. También generó grandes iniciativas para el desarrollo de Cundinamarca, especialmente de las zonas de la Sabana Occidental, con los recursos obtenidos por parte de las Concesiones que cruzan los municipios y que conectan Bogotá con la zona occidental de Cundinamarca.
El 25 de octubre de 2014, renunció a su curul, para presentarse a la candidatura como Gobernador de Cundinamarca, siendo reemplazado por Betty Zorro.

### Primeros días
Ganó la Gobernación de Cundinamarca con 540.544 votos, superando a su contrincante la Ex-Representante a la Cámara y expresidente del Senado de la República Nancy Patricia Gutiérrez, el 25 de octubre de 2015. Con su campaña ¡Queremos...Podemos!, la cual buscó integrar los diferentes sectores de la sociedad cundinamarquesa en torno a una campaña salpicada por los errores de la administración de Álvaro Cruz quien participó en 2011 con la alianza de partidos políticos que apoyo a Rey.
A pesar de estas circunstancias, Rey llegó trabajando con procesos a nivel social que han sido característicos de él, buscando integrar las necesidades con su plan de gobierno que arrancaría el 1 de enero de 2016. 
Se posesionó como Gobernador de Cundinamarca el 2 de enero de 2016 en Soacha, siendo el primer gobernador de la historia que asume el cargo fuera de Bogotá, imponiendo una política de descentralización de la Administración Departamental, además de firmar un acuerdo de compromiso entre Cundinamarca y Bogotá para generar planes de trabajo entre el nuevo gobernador y el Alcalde Enrique Peñalosa. Con posterioridad a este proceso asistió a la Instalación de la Asamblea Departamental, enviando un mensaje de unidad, buscando unificar los procesos departamentales, con políticas de la ciudad de Bogotá para dinamizar la competitividad y las políticas económicas que busca mejorar la calidad de vida de los cundinamarqueses. 
Inmediatamente ocupó el cargo, asumió retos especialmente con la mitigación de los efectos del Fenómeno del Niño que han afectado el aparato agrícola de Cundinamarca y bosques enteros del departamento, incidiendo en la población de los 116 municipios.

### Gabinete Departamental
- Secretaria Privada: María Elizabeth Valero Rico
- Secretario Jurídico: Germán Enrique Gómez González
- Secretario de Prensa y Comunicaciones: Jorge Alberto Camacho Lizarazo
- Secretario de Planeación César Augusto Carrillo Vega
- Secretario del Ambiente: Efraín Eduardo Contreras Ramírez
- Secretario de Salud: Ana Lucía Restrepo Escobar
- Gerente de la Empresa Inmobiliaria de Cundinamarca: Arnulfo Andrés Arias Quintana
- Director Unidad Administrativa Especial para la Gestión del Riesgo: Julio Roberto Salazar Perdomo
- Jefe oficina de Protocolo: María del Pilar Guzmán Lizarazo
- Jefe de Gabinete: Nicolas Garcia Bustos